# Grille d'honneur (Versailles)

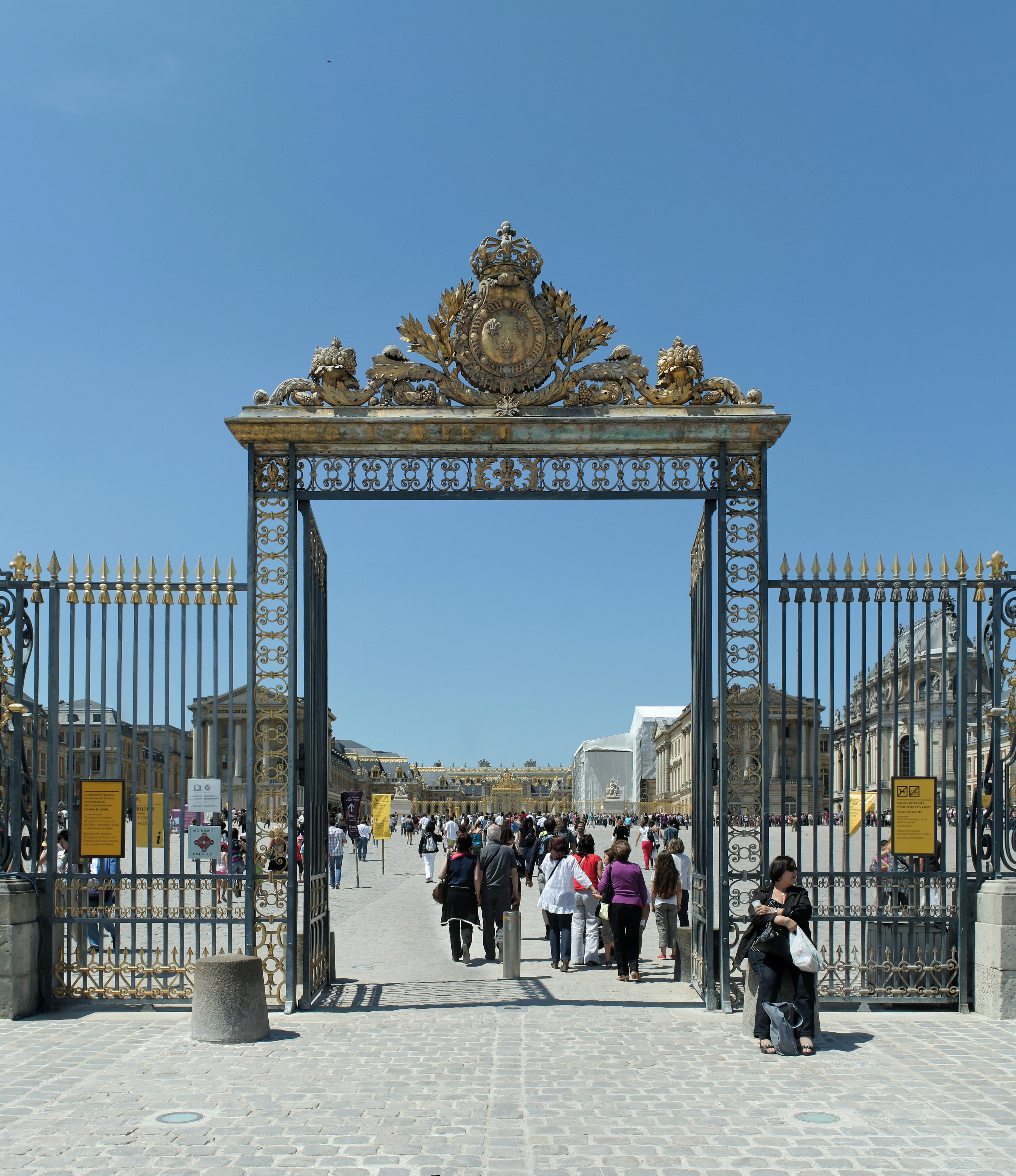
La grille vista dalla place d'armes.

La grille d'honneur (in italiano: "cancello d'onore") della Reggia di Versailles è un cancello che separa la place d'armes dalla cour d'honneur. 
Essa è composta da un cancello in ferro a punte dorate, riccamente decorato nel portale d'ingresso che è sormontato dallo stemma reale dei Borboni di Francia. La grille è divisa da due corpi di guardia sormontati da due sculture di pietra di Saint-Leu rappresentanti rispettivamente: 
- La Vittoria sull'Impero, lato nord, di Gaspard Marsy e Anselme Flamen (attribuita)[1]
- La Vittoria sulla Spagna, lato sud, di François Girardon[2]

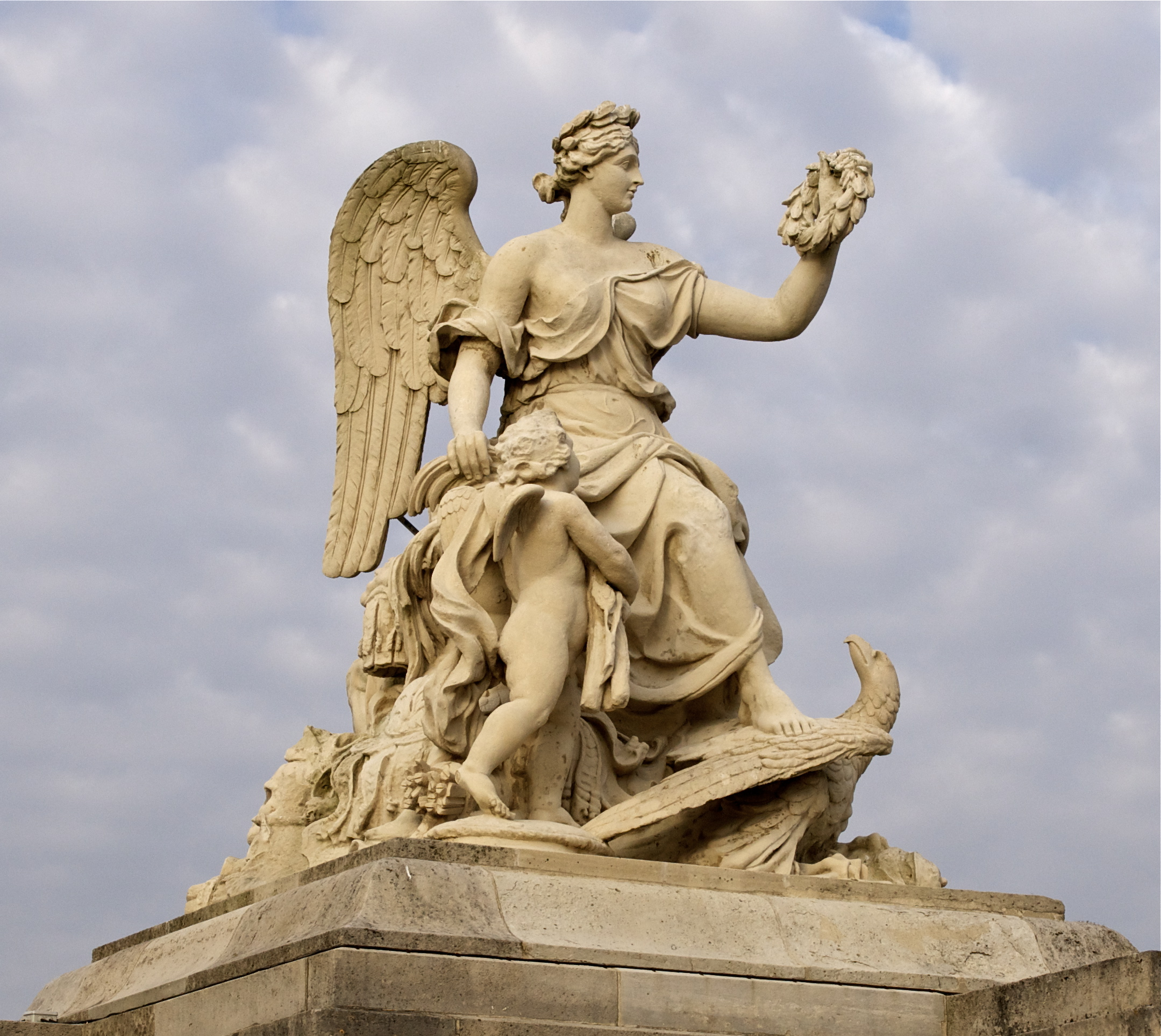
La Vittoria sull'Impero
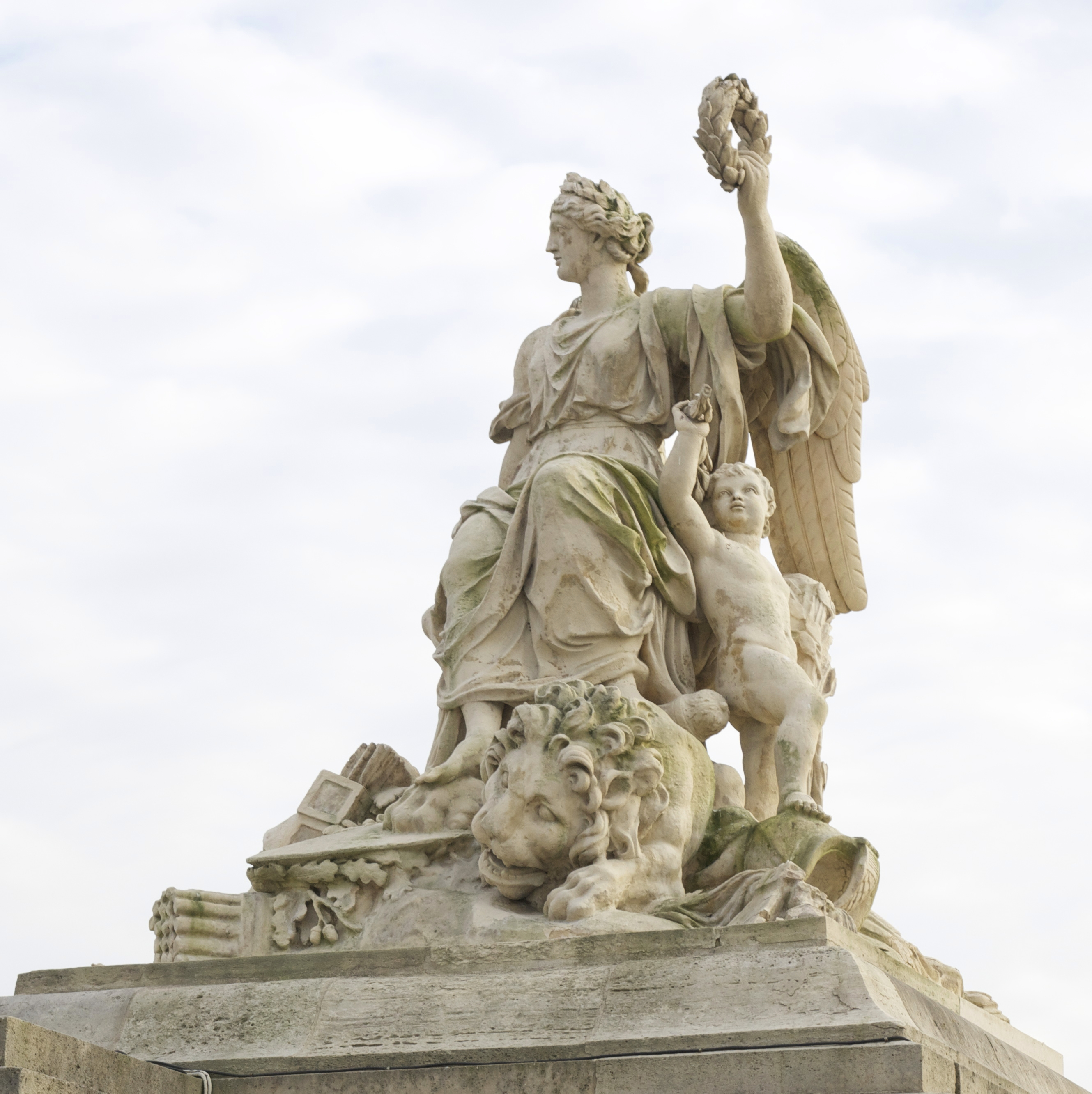
La Vittoria sulla Spagna